# Ligne D du métro de Prague
 (2029).
La ligne D du métro de Prague est une ligne de métro actuellement en construction à Prague, en Tchéquie. En 2029, quand elle sera mise en service, elle sera la quatrième ligne du métro de Prague et la première à être automatique. Orientée nord-sud, elle sera longue de 10,5 km et comptera 10 stations.